# CHT Argus
CHT Argus新世代網路整合監視系統是由中華電信所屬之中華電信研究院自行研發，配合次世代網路（Next Generation Network；NGN）的精神，於統一的管理平臺下，實現音頻、視訊、資料信號管理的新世代網路維運系統。

## 緣由
中華電信網路類型眾多、範圍龐大，因應各類型網路之維運需求，現有網路維運系統種類眾多，各式系統布置分散，獨立運作，所管理之網路類型與範圍不一。為現有整合各式網路維運系統網管資訊系統，提供完善之彙整分析功能，迅速有效掌握整體網路狀況，掌握網路障礙或異常影響之服務運作狀況、受影響客戶數量及範圍等，本系統開發一「新世代網路集中維運系統」，整合跨領域各網路及服務維運系統之資訊， 以快速有效集中掌握網路整體資訊及服務影響狀況，從經營決策層、管理層、網路維運層等各階層使用者角度， 提供完整涵蓋本公司各類網路與服務的各式集中維運功能。另本系統與各式維運系統之通信將遵循NGOSS 技術中立架構（TNA）及共享式資料模式（SID），以改善現階段系統擴充與維護等問題。

## TM Forum NGOSS
全球電信服務業者，普遍面臨下列問題：
- 流程面（Process aspect）：跨單位營運流程零散片段，難以連貫成有效率的端對端（End-to-end）營運流程
- 資訊面（Information aspect）：營運資訊概念不一致，營運系統資料重覆建置，且規格模型不一
- 應用系統面（Application aspect）：營運系統功能範疇不夠周延，缺乏整體藍圖
- 架構面（Architecture aspect）：營運系統建置缺乏技術架構考量，整合成本高昂
- 面臨的新挑戰：如何部署新一代網路（NGN）之營運維運系統（BSS/OSS）？

為提升其市場競爭力，全球業者正透過維運系統之改造以達到改善營運流程、快速提供服務、提昇服務品質、並降低資本投入與整體維運成本之目標。而TMF集合世界各領域技術專家持續修訂一系列NGOSS(New Generation Operations Systems & Software)標準規範，嘗試以前瞻性眼光及系統化方法，來協助業者建設新一代維運系統。
NGOSS(Ref:GB927, GB930)主要包含四大體系：eTOM、SID、TAM、TNA
- eTOM(Enhanced Telecom Operations Map)：營運流程之完整性、分工合理性、流程之最佳化（Ref:GB921）。
- SID(Shared Information/Data Model)：共用資訊是否通用、能否完整描述電信模式（Ref:GB922）。
- TAM(Telecom Applications Map)：營運應用系統是否重疊、遺漏（Ref:GB929）。
- TNA(Technology Neutral Architecture)：整合架構所採用之技術是否中立、具有彈性（Ref:TMF053）。

## 外部連結
- 中華電信網站（页面存档备份，存于）
- 中華電信研究院（页面存档备份，存于）
- TM Forum